# Ursula Geitner
Ursula Geitner (* 1956) ist eine Neuere deutsche und Allgemeine Literaturwissenschaftlerin.

## Werdegang und Forschung
Ursula Geitner besuchte 1966–1975 das Marianne-Weber-Gymnasium in Lemgo. Nach dem Studium der Germanistik, Philosophie und Romanistik in Kiel, Hamburg und Bielefeld wurde sie – gefördert von der Studienstiftung des deutschen Volkes – 1988 in Bielefeld promoviert. Ihre Dissertation behandelt rhetorische und anthropologische Konzeptionen von Verstellung (Simulation und Dissimulation, auch dissimulatio artis) im Gegensatz zu Aufrichtigkeit (Freimütigkeit, auch Naivität) in der Literaturgeschichte des 17. und 18. Jahrhunderts: Die Sprache der Verstellung: Studien zum rhetorischen und anthropologischen Wissen im 17. und 18. Jahrhundert, erschienen 1992.
In Bielefeld war sie ab 1980 an der LiLi-Frauengruppe beteiligt (feministische Studentinnen an der Fakultät für Linguistik und Literaturwissenschaft). Angeregt durch Arbeiten der Historikerin Karin Hausen und der Literaturhistorikerin Silvia Bovenschen hat sie bereits während ihres Promotionsstudiums zur feministischen Literaturgeschichte beigetragen.
Nach Hochschulassistenzen an den Universitäten Bielefeld und Köln (1988–1995) war Ursula Geitner 1996–2022 Akademische Rätin, dann Akademische Oberrätin an der Bonner Universität. Dort hat sie sich 2012 habilitiert und die Venia legendi für Neuere deutsche und Allgemeine Literaturwissenschaft erworben. Ihre Habilitationsschrift variiert die von Michel Foucault aufgeworfene Frage „Was ist ein Autor?“ hin zu „Was ist eine Autorin?“ und beantwortet sie für die literarische Moderne mit einer Rekonstruktion des „Frauendichtungs“-Paradigmas um 1900, dessen problematische Auswirkungen sie bis in die Literatur der 1950er Jahre und darüber hinaus bis in die sogenannte „Frauenliteratur“ der Gegenwart nachweist: Sie schreibt: Moderne Autorschaft (m/w), erschienen 2022.
Weitere Interessen Ursula Geitners gelten der Theorie des literarischen Engagements, der Paratextforschung sowie einer praxeologisch fundierten Erforschung von Gegenwartsliteratur.

## Schriften (Auswahl)
- Schauspielerinnen. Der theatralische Eintritt der Frau in die Moderne. Hrsg., kommentiert und mit einem Nachwort. Haux, Bielefeld 1988, ISBN 3-925471-04-9.
- Die Sprache der Verstellung. Studien zum rhetorischen und anthropologischen Wissen im 17. und 18. Jahrhundert. Niemeyer, Tübingen 1992 (= Communicatio. Studien zur europäischen Literatur- und Kulturgeschichte. Band 1), ISBN 978-3-484-63001-7.
- Engagement. Konzepte von Gegenwart und Gegenwartsliteratur. Hrsg. zusammen mit Jürgen Brokoff, Kerstin Stüssel. V&R unipress, Göttingen 2016 (= Literatur- und Mediengeschichte der Moderne. Band 1), ISBN 978-3-8471-0256-4.
- Sie schreibt. Moderne Autorschaft (m/w). V&R unipress, Göttingen 2022 (= Literatur- und Mediengeschichte der Moderne. Band 9), ISBN 978-3-8471-1416-1.